# Гараса, Анхель
Анхель Гараса Бергес (исп. Ángel Garasa Bergés) (12 декабря 1905, Мадрид, Испания — 27 августа 1976, Мехико, Мексика) — испанский и мексиканский актёр театра и кино.

## Биография
Родился 12 декабря 1905 года в Мадриде. Он начал свою карьеру в качестве театрального актёра в 1920-х годах в ревю и водевилях в барселонском театре «Параллель» и сделал выдающуюся карьеру в качестве театрального актёра.
После Гражданской войны в Испании он эмигрировал в Мексику и 22 апреля 1939 года он приехал в Веракрус. В мексиканском кинематографе дебютировал в 1937 году и с тех пор снялся в 68 работахв кино и телесериалах. В Мексике он работал с такими актёрами и актрисами, как: Сара Гарсия, Педро Инфанте, Кантинфлас, Глория Марин, Хорхе Негрете, Андрес Солер, Доминго Солер, Фернандо Солер, Мария Феликс и Мирослава Штерн.  Кроме того актёр работал в театре, на радио и телевидении. Он был одним из основателей Мексиканской академии кинематографических искусств и наук.

### Последние годы жизни
В начале 1976 года Гараса вместе со своим неразлучным другом и компаньоном Кантинфласом снял свой последний фильм под названием «Министр и я», в котором он уже выглядел явно больным. У актёра на фоне пагубного пристрастия к курению прогрессировал рак лёгких. В середине июля 1976 года состоялась премьера последнего фильма актёра, он уже к этому моменту был прикован к постели.
Скончался 27 августа 1976 года в Мехико от рака легких в Мехико. Похоронен на кладбище Пантеон. 

## Память
Впоследствии с его участием вышли два посмертных фильма: «Как дерущиеся петухи» (1977) и «Трудно, но безопасно» (1978), оба снятые в 1976 году.